# ألكلة
الألكلة في الكيمياء العضوية هي عملية نقل لمجموعة ألكيل بواسطة تفاعل كيميائي وذلك من جزيء إلى آخر. يسمى العامل الكيميائي الذي يخصص من أجل منح مجموعة الألكليل باسم العامل المؤلكل.
يمكن لمجموعة الألكيل أن تضاف عبر كاتيون كربوني أو أنيون كربوني أو عبر الجذور الحرة أو الكربينات. تتفاوت طول السلسلة الكربونية في الألكيل المضاف من حيث المبدأ، ومن الأمثلة على ذلك المَثـْيَلة (إضافة الميثيل)، والتي تتم عند إضافة مجموعة ميثيل إلى الركيزة.

## أمثلة
تستخدم عملية الألكلة على نطاق واسع في الصناعات النفطية وذلك من أجل تحسين نوعية النفط في وحدات المعالجة، وذلك بواسطة تفاعل فريدل-كرافتس، والذي يعطي ألكليلات C7–C8، والتي تعد إضافات مهمة إلى وقود السيارات.
من الأمثلة في مجال الطب إجراء عملية ألكلة لوحدات حمض نووي ريبوزي منقوص الأكسجين بغرض العلاج الكيميائي للسرطان (مثيلة الحمض النووي الريبوزي المنقوص الأكسجين)، وذلك باستخدام صنف من العقاقير تدعى العوامل المؤلكلة المضادة للورم (alkylating antineoplastic agent).

ألكلة حلقة البنزين بواسطة تفاعل فريدل-كرافتس.

## اقرأ أيضاً
- تفاعل فريدل-كرافتس